# Panngropspindel
Panngropspindel (Trichopterna thorelli) är en spindelart som först beskrevs av Westring 1861.  I den svenska databasen Dyntaxa används istället namnet Trichopternoides thorelli. Enligt Catalogue of Life ingår panngropspindel i släktet Trichopterna och familjen täckvävarspindlar, men enligt Dyntaxa är tillhörigheten istället släktet Trichopternoides och familjen täckvävarspindlar. Arten är reproducerande i Sverige. Inga underarter finns listade i Catalogue of Life.